# Cultul personalității lui Stalin

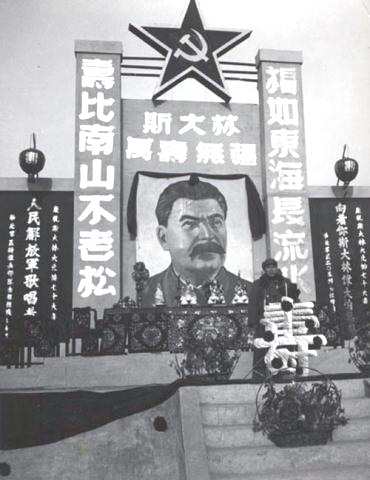
Comuniștii chinezi sărbătorind a 70-a aniversare a lui Stalin

Cultul personalității lui Iosif Stalin a devenit un element important al culturii Uniunii Sovietice începând cu 1929, după o celebrare grandioasă a celei de-a 70-a aniversări a lui Stalin. Pentru restul regimului acestuia, Stalin a fost descris de mass-media națională drept un lider atotputernic și atotștiuitor iar imaginea și numele său au devenit omniprezente. Începând cu 1936 presa națională l-a numit pe Stalin drept "Părintele Națiunilor".

## Imaginea lui Stalin în propagandă și mass-media
Presa sovietică încerca să îl prezinte pe Stalin drept o figură paternă grijulie și totuși puternică iar populația sovietică drept "copii săi". Interacțiunile dintre Stalin și copii a devenit un element-cheie al cultului personalității. Stalin se implica adesea în campanii publice în care oferea cadouri copiilor sovietici de etnii diferite. Începând cu 1935, fraza "Mulțumim Tovarășe Stalin pentru o copilărie fericită!" apărea deasupra ușilor creșelor, orfelinatelor și școlilor din întreaga țară iar copiii scandau această frază în timpul festivalurilor.
Imaginea lui Stalin de părinte a fost un mod în care propaganda sovietică căuta să incorporeze simbolurile și limbajul tradițional religios în cultul personalității; titlul de "părinte" aparținea în primul și în primul rând lui Stalin și nu preoților ortodocși ruși. Cultul personalității a adoptat și tradițiile creștine și ideea icoanelor prin utilizarea de parade și imagini staliniste. Aplicând diferite aspecte religioase în cultul personalității, presa spera să îndrepte devotamentul populației de la Biserică spre Stalin.
Inițial presa urmărea să demonstreze o legătură directă între Stalin și oamenii obișnuiți; ziarele publicau adesea scrisori colective ale muncitorilor agricoli sau industriali care îl aclamau pe lider, precum și poeme și relatări despre întâlnirea cu Stalin. Totuși, aceste declarații au scăzut numeric după Al Doilea Război Mondial; atunci Stalin s-a retras din viața publică iar presa a început să se axeze pe contactele internaționale.
O altă parte importantă a imaginii lui Stalin în presa națională era apropiata sa asociere cu Lenin. Presa sovietică a susținut că Stalin a fost apropiatul constant al lui Lenin cât timp acesta din urmă era în viață și, prin urmare, Stalin a urmat îndeaproape învățăturile lui Lenin și că va continua moștenirea Bolșevică după moartea lui Lenin. Stalin a apărat public perfecțiunea lui Lenin cu o loialitate înflăcărată; astfel, Stalin a demonstrat că propriile sale abilități de conducere erau perfecte deorece era un puternic adept al Leninismului. Înainte de 1932 mare parte din propaganda națională îi arăta pe Stalin și Lenin împreună. Totuși, ulterior cele două figuri s-au contopit în presa națională: Stalin a devenit reîncarnarea lui Lenin. Inițial, presa atribuia toate succesele Uniunii Sovietice conducerii înțelepte a lui Lenin și Stalin dar ulterior Stalin a devenit singura cauză a progresului și bunăstării națiunii.

## Alte semne ale devotamentului

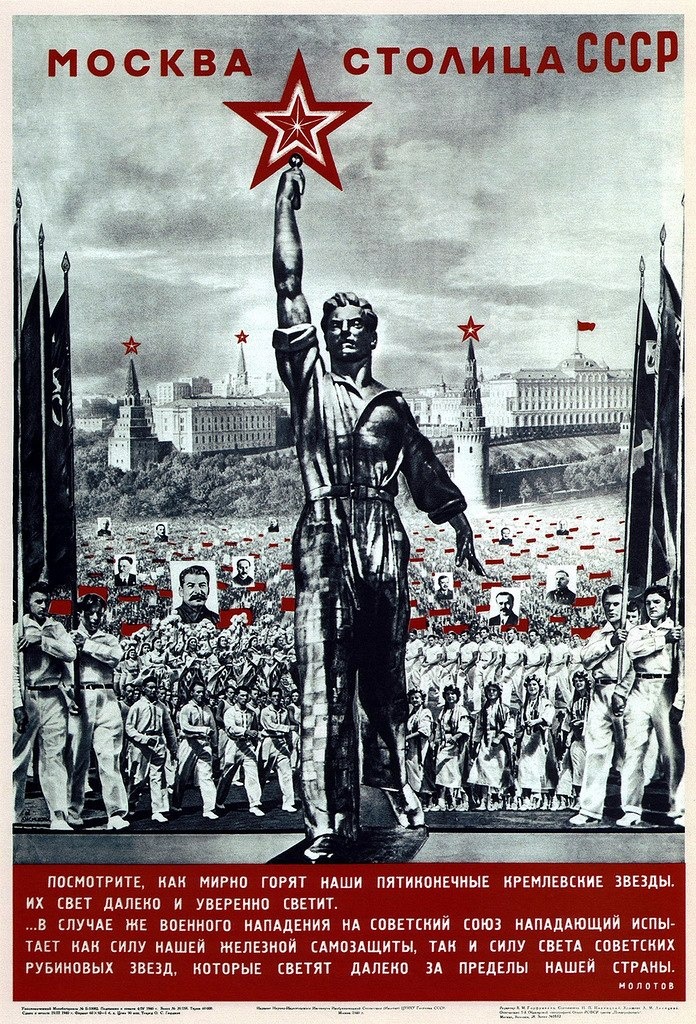
Stalin într-un afiș propagandistic din 1940

Stalin a devenit subiect în literatură, poezie, muzică, pictură și film; toate exprimau un devotament fără margini. Un exemplu este "Imn lui Stalin" de A.V. Avidenko:
Îți mulțumesc, Stalin. Îți mulțumesc pentru că sunt fericit. Îți mulțumesc pentru că îmi este bine. Indiferent cât de bătrân voi fi, nu voi uita niciodată cum l-am primit pe Stalin acum două zile. Vor trece secole iar generațiile care vor urma ne vor vedea ca fiind cei mai fericiți dintre muritori, cei mai norocoși dintre oameni, pentru că am trăit în secolul secolelor, pentru că am fost privilegiați să îl vedem pe Stalin, liderul nostru inspirat... Totul îți aparține ție, șeful marii noastre națiuni. Iar când femeia pe care o iubesc îmi va oferi un copil primul cuvânt pe care îl voi exclama va fi: Stalin...
Numeroase fotografii și statui ale lui Stalin împodobeau locurile publice. Statuile îl reprezentau pe Stalin ca având aceeași înălțime și condiție fizică ca a Țarului Alexandru al III-lea, care era foarte înalt, dar fotografiile demonstrează că nu avea o înălțime mai mare de 1,65-1,68 m. Arta care îl reprezenta pe Stalin apărea și în case: începând cu anii 1930 multe case particulare aveau "camerele Stalin" dedicate liderului și în care se afla portretul său.
Cultul personalității s-a extins și la redenumiri: numeroase sate și orașe au fost redenumite în onoarea lui Stalin. Cel mai cunoscut exemplu este orașul Volgograd, care a fost redenumit Stalingrad. Premiul Stalin și Premiul de Pace Stalin au fost numite în onoarea sa și a acceptat o serie de titluri grandioase precum: "Corifeu al științei", "Părintele Națiunilor", "Geniu strălucit al umanității", "Mare arhitect al comunismului", "Grădinar al fericirii umane" și altele.
Cultul personalității a atins noi culmi în timpul celui de-al Doilea Război Mondial când numele lui Stalin a fost inclus în noul Imn Național al Uniunii Sovietice.

## Rescrierea istoriei sovietice
Stalin și glorificatorii săi au rescris istoria sovietică pentru a oferi liderului un rol mai semnificativ în Revoluția Rusă din 1917 și în primele zile ale puterii bolșevice. Conform acestei istorii revizuite Stalin, nu Leon Troțki, a fost secundul lui Lenin în timpul Revoluției. Pentru a realiza acest lucru Stalin a sprijinit ascunderea documentelor istorice declarând că aceste documente relatau o poveste incompletă și derutantă. În schimb, Stalin s-a prezentat drept principala autoritate în istoria și filosofia Partidului.

## Iluzia sprijinului unanim

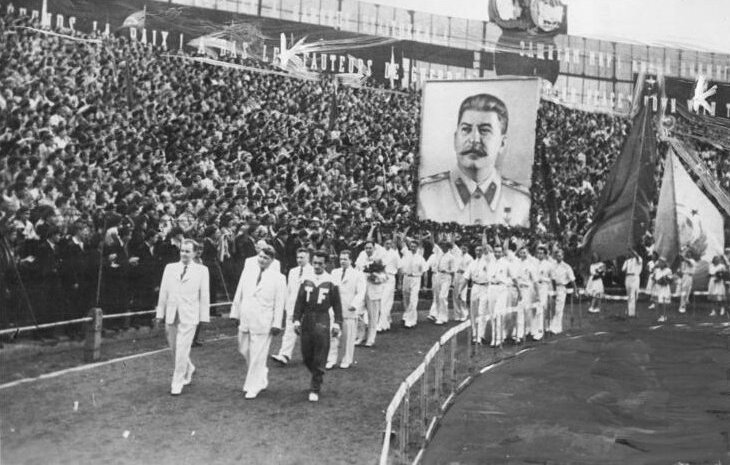
Paradă în onoarea lui Stalin la Budapesta (august 1949)

Cultul personalității a existat predominant în rândul oamenilor de rând; nu existau dovezi explicite a manifestării acestui cult în rândul biroului politic și a oficialilor înalți din Partid. Totuși, Stalin avea o toleranță foarte scăzută față de dizidența din Partid. Prin urmare, teama de repercusiuni din partea lui Stalin i-a pe oficiali ezitanți în a-și exprima sincer opiniile. Această atmosferă de teamă și autocenzură a creat iluzia sprijinul nedisputat al guvernului față de Stalin ceea ca a întărit și mai mult cultul pentru populația sovietică.

## Opinia lui Stalin asupra cultului
Nivelul la care însuși Stalin savura acest cult centrat în jurul său se află în dezbatere. La fel ca și Lenin, Stalin se comporta modest în public. În timpul anilor 1930 Stalin a făcut câteva declarații în care diminua importanța acordată liderilor individuali și a denigrat cultul instituit în jurul său, spunând că un asemenea cult este ne-bolșevic; în schimb, punea accent pe unitatea forțelor sociale. Stalin a declarat că singurul motiv pentru care Lenin ar accepta să fie adorat ca lider este pentru că Lenin a înțeles aceste forțe sociale și, prin urmare, știa cum să canalizeze eficient dorințele poporului sovietic. Acțiunile publice ale lui Stalin păreau să sprijine această denigrare asupra cultului: Stalin edita adesea rapoartele de la Kremlin, oprea aplauzele și ovațiile adresate lui și îndemna aplauze îndreptate asupra altor lideri sovietici. În plus, în 1936, Stalin a dat o lege prin care se interziceau redenumirile după el.
În particular, Stalin a declarat că a încercat să oprească acest nivel de devotament fără limite, dar toți au realizat că acționa dintr-o falsă modestie. A declarat că a înțeles acest cult al personalității ca un rău necesar pentru oamenii simpli ai Uniunii Sovietice, care erau obișnuiți să îl venereze pe Țar, dar se temea că pentru intelectuali atenția acordată unui singur individ îi va face să uite idealurile Partidului. Artyom Sergeev, fiul adoptiv al lui Stalin, își amintește o ceartă dintre Stalin și fiul biologic al acestuia, Vasili. După ce Stalin a aflat că Vasili și-a folosit numele de familie celebru pentru a scăpa de o pedeapsă în urma unor acte de beție, Stalin a țipat la el. "Dar și eu sunt un Stalin!", a declarat Vasili. Stalin a răspuns "Nu, nu ești! Tu nu ești Stalin iar eu nu sunt Stalin. Stalin este puterea sovietică. Stalin este ceea ce este în ziare și în portrete, nu tu, nici măcar eu!" Până la un anumit nivel Stalin a acceptat ideea poporului sovietic ca el fiind o întrupare a Partidului dar descuraja orice interes în viața sa privată și de familie și divulga doar informații personale limitate.

## Sfârșitul cultului și destalinizarea
În "Discursul Secret" din 1956 susținut la cea de-a 20-a ediție a Congresului de Partid, Nikita Hrușciov a condamnat cultul personalității lui Stalin spunând că "este de neacceptat și străin spiritului maxist-leninist de a slăvi o singură persoană pentru a-l transforma într-un superom ce are puteri supranaturale asemănătoare unui zeu".